# Jbel Hebri
Der Jbel Hebri in der Provinz Ifrane in der Region Fès-Meknès ist ein 2104 m hoher Bergkegel vulkanischen Ursprungs im Westen des Mittleren Atlas in Marokko.

## Lage
Der Jbel Hebri liegt nur etwa 8 km (Fahrtstrecke) südwestlich des Jbel Mischliffen bzw. etwa 26 Kilometer südlich der Provinzhauptstadt Ifrane.

## Tourismus
Die bewaldeten Berge um Ifrane sind bei wohlhabenden Marokkanern aus Casablanca, Rabat und Fès sowohl als Sommerfrische als auch – neben Oukaïmeden im Hohen Atlas – als Wintersportorte beliebt; einige besitzen in der Region sogar großzügige Ferienhäuser und Villen. In den Sommermonaten ist es aufgrund der Höhenlage und der schattenspendenden Wälder vergleichsweise kühl und in der Zeit von Mitte Dezember bis Ende Februar liegt hier normalerweise ausreichend Schnee – dann ist ein Sessellift im 1950 m bis 2090 m hoch gelegenen Skigebiet in Betrieb.